# Comorâște
Comorâște – wieś w Rumunii, w okręgu Caraș-Severin, w gminie Forotic. W 2011 roku liczyła 574 mieszkańców. 